# Xadrez na Pérsia

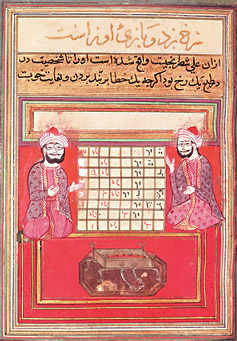
Miniatura dum tratado persa xadrez), mostrando uma partida de Chatrangue

O xadrez na Pérsia refere-se ao período em que o Império Sassânida teve um importante papel na história do xadrez desde a assimilação do chaturanga por volta do século VI, à adaptação do jogo na cultura local, passando pela conquista da Pérsia pelos árabes em 651, quando a história do jogo atingiu uma nova fase ao chegar à Europa.
Deste período são as primeiras evidências arqueológicas de peças de xadrez e literaturas citando o jogo. O poema Karnamak-i-Artakhshatr-i-Papakan escrito em persa médio por volta do século VI contém a primeira referência na Pérsia do chaturanga, e a partir de então outras literaturas como o Chatrang nâmag já descrevem a variante persa Chatrangue, o movimento das peças e regras utilizadas. Na obra literária Épica dos Reis escrito em persa por volta do século X são contados os primeiros mitos a respeito da chegada do Chaturanga à Pérsia, vindo de um reino ao leste, e sua criação.
Os persas também introduziram expressões no jogo como o xeque e xeque-mate além de terem desenvolvido variantes como o xadrez circular e o de Tamerlão, criado durante o Império Timúrida, que empregavam tabuleiros diferentes do formato convencional do período e uma grande variedade de peças não-ortodoxas do xadrez.
Devido a ausência de evidências arqueológicas e literárias indianas anteriores ao século VI, uma das teorias alternativas da origem do xadrez indica sua criação na Pérsia, de onde foi disseminado para o oriente também pelos árabes após o século VII.

## Panorama histórico

Império Sassânida em 622

A história dos povos que habitavam a região começou muito antes da chegada do xadrez, remontando do século XXX a.C. A região foi ocupada diversas vezes por diferentes impérios como os Medos, Aquemênidas, Selêucidas e Arsácidas até a ascensão do Império Sassânida no ano 224 com o xá Artaxes I (r. 224–242) em uma área que abrangia os atuais Irão, Afeganistão, Iraque, Síria, Cáucaso e partes da Turquia, Paquistão e da Arábia.
A era sassânida, durante a Antiguidade Tardia, é considerada como sendo um das mais importantes e influentes períodos históricos do Irão. De muitas maneiras, o período sassânida testemunhou as maiores realizações da cultura persa, e constituiu o último grande império iraniano antes da conquista da Pérsia pelos muçulmanos e a adoção do islamismo. Os persas influenciaram a civilização romana consideravelmente durante o período e os impérios eram considerados como iguais, conforme exemplificado em cartas escritas por seus governantes entre os dois estados. A influência cultural sassânida estender-se-ia muito além das fronteiras territoriais do império, alcançando a Europa oriental, África, China, e Índia. desempenhando um papel importante na formação da arte medieval e asiática.

## Evidências arqueológicas

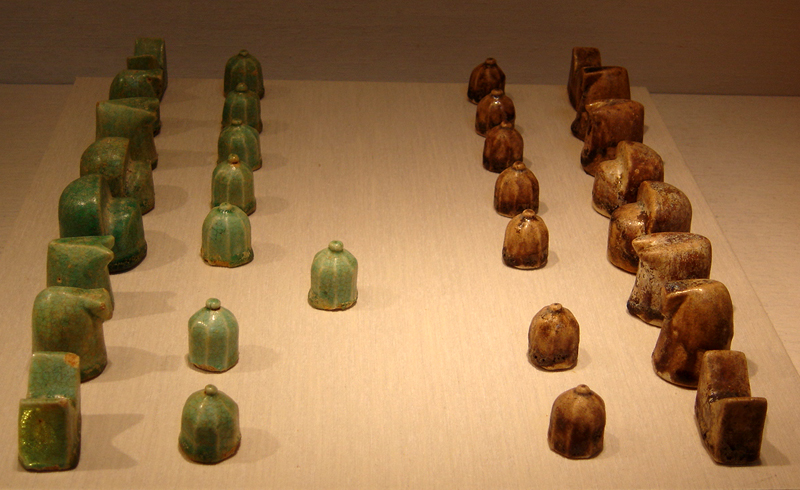
Conjunto de peças do Xatranje, datadas do século XII.

Os vestígios arqueológicos de peças de xadrez mais antigas sob domínio persa são um conjunto de sete pequenas figuram em marfim sendo dois soldados, um cavaleiro, um elefante montado e uma espécie de felino também montado e também duas diferentes bigas. Estas peças foram encontradas no sítio arqueológico de Afrassíabe, perto da cidade de Samarcanda no Uzbequistão em 1977 e foram datas como sendo provavelmente do século VII.
De um modo geral, existem muitos artefatos arqueológicos considerados como peças de xadrez datados como do século VII e VIII proveniente das terras da Pérsia ocidental ao longo da rota da seda, indo da Pérsia até a Serindia (atual Índia e China), através da Báctria (Afeganistão) e Soguediana (Usbequistão e Tajiquistão) que eram todas regiões do dialeto persa, sob domínio sassânida.
Existem também duas pequenas peças encontradas no Uzbequistão datadas do século II, um elefante e um boi, que se assemelham a peças de xadrez embora não existam peça no jogo representada por um boi e outras cinco peças escavadas em 2006 semelhantes a peças de xadrez aguardam avaliação de especialistas e datação.

## Evidências literárias

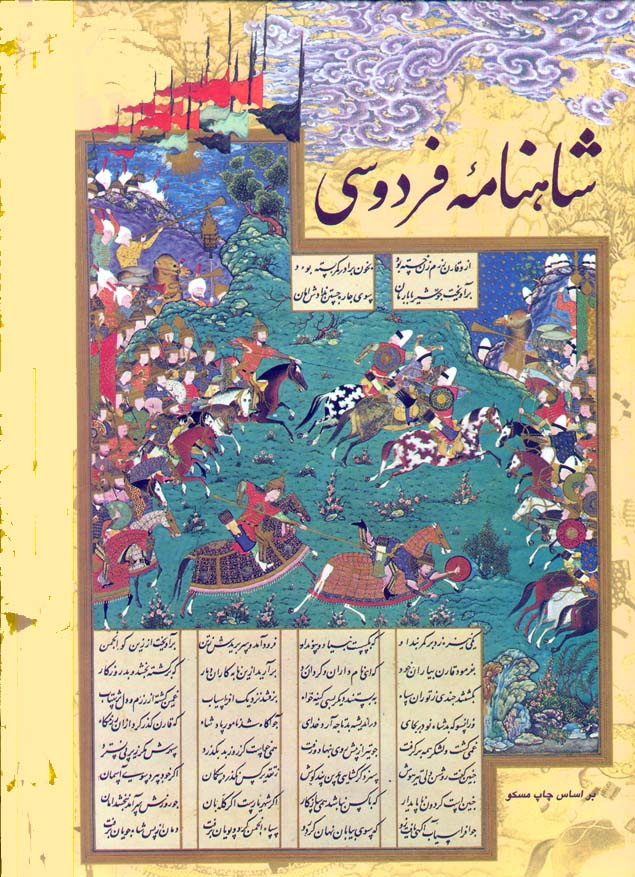
Épica dos Reis, uma das principais literaturas persas

A literatura poética persa contém várias citações erroneamente associadas ao jogo como no poema Rubaiyat de Omar Khayyām. Estas literaturas são evidências valiosas da popularidade do jogo na Pérsia entretanto não servem como registros históricos, não existindo evidências anteriores ao século VI. O primeiro registro literário do xadrez na literatura persa é encontrado no poema épico Livro dos Feitos de Artaxes, Filho de Pabeco (Karnamak-i-Artakhshatr-i-Papakan) escrito em persa médio por volta do século VI. Este poema relata a vida de Artaxerxes e menciona que este era habilidoso no chaturanga, que é considerado o antecessor do xadrez moderno.
Por volta do século VII outro poema , Xusraw Kawadan ud redag (Cosroes I, filho de Cavades I, e seu chamado) escrito na língua persa média, menciona o chaturanga, Ashtāpada e o Narde, antecessor do gamão. Cosroes foi o xá da Pérsia de 531 a 579 e entre as probabilidades existentes, foi o primeiro a receber um conjunto de peças de xadrez da Índia. No século VIII o poema Mâdayân î chatrang conta a história de como o chaturanga chegou a Pérsia, durante o reinado de Artaxerxes. Esta história é repetida no livro Épica dos Reis, escrito por Ferdusi em 975 e relata que embaixadores indianos trouxeram o chaturanga para a corte persa e desafiaram estes a desvendar os movimentos das peças, além de duas outras histórias contando a invenção do chaturanga no reino Hindu.
Em 1350 Nafâ'is al-funûn (Tesouros da Ciência), uma enciclopédia persa escrita por Muhammad ibn Mahmud al-Amuli (1300-1352) menciona o xadrez, sua invenção na Índia e trata de algumas variantes como o xadrez circular e o de Tamerlão. Outro manuscrito do século XVI de nome desconhecido, escrito por Aladim Tabrizi, também conhecido como Ali Xatranji (Ali, o jogador de xadrez), tem uma descrição completa do xadrez de Tamerlão.

## A chegada do Chaturanga à Pérsia

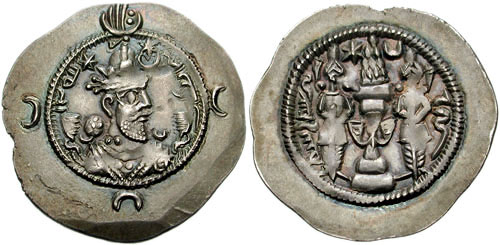
Dracma com efígie de r.

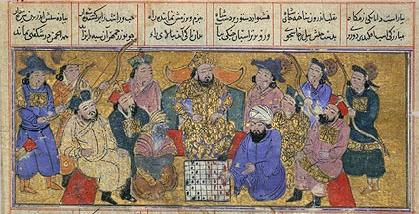
Ilustração do livro Épica dos Reis, mostrando uma partida entre o embaixador na corte persa

O poema Mâdayân î chatrang ou simplesmente Chatrang nâmag é a primeira evidência literária que descreve as peças de xadrez e a chegada do chaturanga na Pérsia, embora a datação do texto seja controversa, do qual historiadores estimam ser do século VII a IX.
O Rei Hindu enviou seu vizir Tataritos a corte de Cosroes I Anôšag-ruwân (o de alma imortal), Xá da Pérsia, com muitos presentes que incluíam dezesseis esmeraldas e rubis, noventa elefantes e mil e duzentos camelos carregados com ouro, prata, jóias, pérolas e roupas. Os presentes acompanhavam o seguinte desafio: "Como se nomeia o Rei dos Reis, isto significa que seus sábios devem ser mais sábios que os nossos. Ou desvendas o segredo deste jogo, ou paga-nos tributo." Cosroes pediu por quatro dias para resolver o enigma.
No penúltimo dia Burzemir, um dos sábios persas, surgiu e disse a Cosroes que poderia resolver o desafio e preparar outro para o Rei Hindu. Cosroes então prometeu uma recompensa de doze mil moedas para Burzemir e no dia seguinte o sábio então descreveu o chaturanga para Tataritos: "Divsaram [Rei Hindu] modelou este jogo [chaturanga] à semelhança de uma batalha, e em sua semelhança existem dois governantes supremos à semelhança de Reis, com os elementos essenciais dos carros à direita e a esquerda, com um conselheiro à semelhança de um comandante dos campeões, com um elefante à semelhança de um comandante de retaguarda, com o cavalo à semelhança do comandante da cavalaria, com os soldados a pé à semelhança de infantaria na vanguarda da batalha".
Burzemir então jogou três partidas com o sábio Hindu tendo vencido as três e propôs também enviar como desafio ao rei Hindu um jogo de sua invenção chamado de Nêw-Ardaxšîr, em homenagem a Artaxes, fundador da dinastia. Este jogo foi descrito como quinze peças pretas e quinze brancas com seus movimentos inspirados nas estrelas e os ciclos dos dias, e que originou o jogo indiano Narde, considerado o precursor do gamão. A história conta que mesmo após 40 dias o rei Hindu não conseguiu desvendar os movimentos do jogo persa, pagando então o dobro do tributo enviado por Cosroes que havia enviado como prêmio pelo desafio doze mil cavaleiros equipados de maneira digna montados em corcéis árabes.
Apesar da história não ser considerada verídica para a criação do xadrez, teorias recentes indicam que uma regra matemática relacionada ao quadrado mágico poderia reger os movimentos das peças, o que possibilitou a Burzemir desvendar o chaturanga.

### Adaptações no Chaturanga
As primeiras adaptações ao Chaturanga foram a tradução dos nomes utilizados para as peças e o jogo, que passou a se chamar Chatrangue. As peças foram traduzidas seguindo o significado indiano de representar no jogo os quatro componentes do exército na época: bigas, cavalaria, elefantes montados e soldados além do soberano e seu conselheiro. Os persas também introduziram expressões no jogo com a função de alertar algumas situações. A expressão Shāh, atual xeque, era utilizada ao ameaçar o Rei adversário; Shāh-mat (xeque-mate) que o Rei foi emboscado, capturado ou morto, o que indica o término da partida; Shāh-rukh indica uma ameaça dupla ao rei e a torre, que até então era a peça mais forte. Todas as expressões não são utilizadas nas regras atuais do xadrez sendo a última antiquada desde a ascensão da dama como peça mais forte do xadrez moderno.
As descrições conhecidas do Chatrangue provém de fontes persas, que descrevem o tabuleiro monocromático com 64 casas em oito colunas e oito fileiras, assim como o formato atual do tabuleiro. Cada jogador dispões de dezesseis peças: 1 Xá, 1 Farzīn, 2 Rukh, 2 Asp, 2 Pīl e 8 Piyāda. Nenhum outro detalhe a respeito das regras é conhecido e supõe-se que as regras sejam as mesmas do Xatranje, versão árabe do jogo.
No Xatranje, o Xá (Rei), Asp (Cavalo) e Rukh (Torre) já se movimentavam conforme a regra atual, enquanto o Pīl se movia 2 casas diagonalmente pulando sempre a primeira, e o Farzīn se movia apenas 1 casa na direção diagonal. Os Piyādas (peões) moviam-se conforme a regra atual entretanto não existia o salto de duas casas no primeiro movimento nem a captura en passant. Também não existia o roque e as condições de vitória eram aplicando xeque-mate, mantendo o Rei afogado ou solitário.
| Palavra | Reino Hindu | Pérsia | Significado                   |
| ------- | ----------- | ------ | ----------------------------- |
| Rei     | Raja        | Xá     | Rajá, que é o soberano local  |
| Fers    | Mantri      | Farzīn | Conselheiro da realeza, vizir |
| Torre   | Ratha       | Rukh   | biga                          |
| Alfil   | Hasli       | Pīl    | Elefante                      |
| Cavalo  | Aswa        | Asp    | Cavalo                        |
| Peão    | Padati      | Piyāda | Soldado                       |

### Variantes

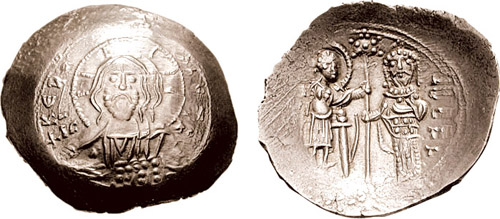
Histameno de Aleixo I Comneno r.

Desde o início o Chatrangue, ou sua versão árabe Xatranje, tiveram muitas variantes citadas em diferentes fontes o que evoca a popularidade do jogo, sendo mencionadas em vários manuscritos dos quais dois se destacam: a obra Os Prados de Ouro e a enciclopédia Nafâ'is al-funûn. Estes registros descrevem um total de sete variantes do xadrez praticado na época, apesar de terem sido desenvolvidas já sob o domínio Árabe sobre a Pérsia.  A primeira fonte descreve o xadrez oblongo (al-Mustatîla), o decimal (at-Tâmma), o circular (ar-Rûmîya), celestial (al-Falakîya) e o limbo (al-Jawârhîya). A enciclopédia descreve também o Xadrez cidadela (al-Husûn) e o xadrez grande (al-Kabîr) conhecido posteriormente como de Tamerlão.

## Introdução do xadrez no Império Bizantino
Segundo Murray, é provável que o Chatrangue tenha sido introduzido no Império Bizantino pelos persas durante o intercâmbio cultural existente com o Império Sassânida. A análise etimológica da palavra zatrício (em grego: ζατρίκιον; romaniz.: zatrikion), usada para designar o xadrez, é claramente conectada a uma origem persa, e não árabe pois nesta situação o Xatranje árabe seria transformado na palavra satrantz pelos bizantinos. Esta análise estabelece que o jogo teria sido introduzido por volta do século VII, todavia a primeira datação possível do zatrício ocorre somente no século XII na biografia de Aleixo I Comneno (r. 1081–1118), escrita por sua filha Ana Comneno no livro doze da obra Alexíada. Com a queda de Constantinopla em 1453, a versão bizantina do xadrez foi substituída pela versão turca, que posteriormente viria a ser substituída pela versão europeia do jogo e como consequência, são desconhecidos em detalhes as regras do jogo praticados no Império Bizantino.

## O Chatrangue após a conquista da Pérsia
A conquista dos árabes islâmicos sobre a Pérsia é considerada por alguns como uma bênção do advento de uma fé verdadeira e o fim da era da ignorância e ateísmo, e por outros como uma humilhação nacional a conquista e subjugação do país por invasores estrangeiros sendo as duas percepções válidas, dependendo do ponto de vista. Apesar do islamismo ter de fato substituído o zoroastrismo a cultura local foi preservada e até certo ponto adicionou novos elementos ao islamismo. O Chatrangue foi prontamente adotado e praticado sob domínio árabe, o que levou o jogo a Espanha, Itália e regiões da África como a Etiópia que também estiveram sob este domínio. Na literatura surgiram os primeiros estudos de finais, problemas e mestres de xadrez, patronados por califas aficionados no jogo. Outra importante contribuição foi a abolição em definitivo da utilização de dados para determinar o movimento das peças, e os desenhos abstratos das peças em acordo com o regido pela doutrina islâmica.

## Teoria iraniana da origem do xadrez

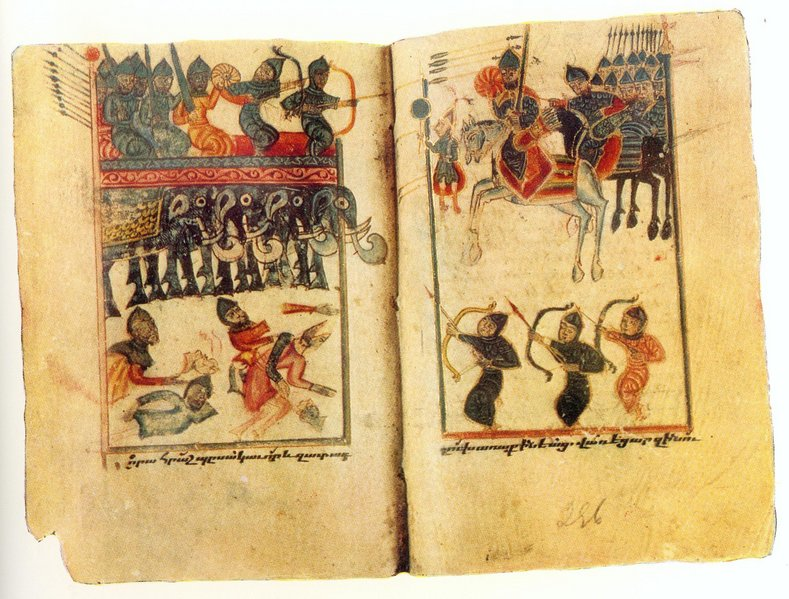
Uma miniatura medieval armênia representando elefantes de guerra sassânidas na Batalha de Avarair

A origem do xadrez é controversa e ainda motivo de debate entre os historiadores do enxadrismo, do qual uma das teorias alternativas indica que o Chatrangue é o antecessor mais antigo do xadrez moderno, tendo sido inventado na Pérsia.
Esta teoria questiona a ausência de evidências arqueológicas indianas anteriores ao século IX enquanto evidências persas já foram encontradas como sendo do século VI. A literatura indiana anterior ao século VI é rica porém não faz uma menção específica ao chaturanga, somente ao Ashtāpada, e a utilização da palavra chaturanga anterior ao século VI não está relacionada ao jogo, sendo que as evidências mais claras surgiram somente no século IX. A etimologia a respeito do jogo também é refutada como não sendo objetiva onde a palavra em sânscrito chaturanga significa somente "exército" não ficando claro se é uma referência ao xadrez ou a outro jogo. A influência persa na nomenclatura do jogo, do qual a maioria das palavras tem como raiz o persa médio, também são consideradas como argumentos a favor da teoria iraniana.
A presença da figura do elefante como um dos argumentos utilizados para justificar a origem indiana do jogo também é refutado segundo o qual os animais não eram exclusividade da Índia, sendo conhecidos desde o Reino Ptolemaico do Egito, e utilizados nos exércitos persas e por Alexandre, o Grande durante a campanha de conquista da Índia no século III a.C.. As literaturas persas Chatranj namâg e Épica dos Reis que indicam a origem do jogo como de um outro reino a oeste, relatado como Hindi e que trouxe o Chaturanga para corte persa, poderia indicar uma província oriental do império persa que inclui a província moderna do Sistão-Baluchistão, que durante a dinastia Aquemênida era uma extensão da província do Cuzistão.